# منتخب فلسطين تحت 23 سنة لكرة القدم
منتخب فلسطين تحت 23 سنة لكرة القدم يمثل فلسطين في منافسات كرة القدم الدولية. تأهل إلى نهائيات بطولة آسيا تحت 23 سنة 2018 في الصين لأول مرة في تاريخه وصعد إلى الدور ربع النهائي.

## سجل المنافسات

### بطولة آسيا تحت 23 سنة
| سجل بطولة آسيا تحت 22/23 سنة | سجل بطولة آسيا تحت 22/23 سنة | سجل بطولة آسيا تحت 22/23 سنة | سجل بطولة آسيا تحت 22/23 سنة | سجل بطولة آسيا تحت 22/23 سنة | سجل بطولة آسيا تحت 22/23 سنة | سجل بطولة آسيا تحت 22/23 سنة | سجل بطولة آسيا تحت 22/23 سنة | سجل بطولة آسيا تحت 22/23 سنة |             |
| المستضيف / السنة             | النتيجة                      | المركز                       | لعب                          | ف                            | ت                            | خ                            | له                           | عليه                         |             |
| ---------------------------- | ---------------------------- | ---------------------------- | ---------------------------- | ---------------------------- | ---------------------------- | ---------------------------- | ---------------------------- | ---------------------------- | ----------- |
| 2013                         | لم يتأهل                     | لم يتأهل                     | لم يتأهل                     | لم يتأهل                     | لم يتأهل                     | لم يتأهل                     | لم يتأهل                     | لم يتأهل                     | لم يتأهل    |
| 2016                         | لم يتأهل                     | لم يتأهل                     | لم يتأهل                     | لم يتأهل                     | لم يتأهل                     | لم يتأهل                     | لم يتأهل                     | لم يتأهل                     | لم يتأهل    |
| 2018                         | ربع النهائي                  | سيحدد لاحقا                  | 4                            | 1                            | 1                            | 2                            | 8                            | 6                            |             |
| 2020                         | سيحدد لاحقا                  | سيحدد لاحقا                  | سيحدد لاحقا                  | سيحدد لاحقا                  | سيحدد لاحقا                  | سيحدد لاحقا                  | سيحدد لاحقا                  | سيحدد لاحقا                  | سيحدد لاحقا |
| المجموع                      | 1/3                          | ربع النهائي                  | 4                            | 1                            | 1                            | 2                            | 8                            | 6                            |             |

| تاريخ بطولة آسيا تحت 22/23 سنة | تاريخ بطولة آسيا تحت 22/23 سنة | تاريخ بطولة آسيا تحت 22/23 سنة | تاريخ بطولة آسيا تحت 22/23 سنة |
| السنة                          | الجولة                         | النتيجة                        | حصيلة                          |
| ------------------------------ | ------------------------------ | ------------------------------ | ------------------------------ |
| 2013                           | الدور التمهيدي                 | فلسطين 1 – 1 سريلانكا          | تعادل                          |
| 2013                           | الدور التمهيدي                 | فلسطين 1 – 2 سوريا             | خسارة                          |
| 2013                           | الدور التمهيدي                 | فلسطين 0 – 4 السعودية          | خسارة                          |
| 2013                           | الدور التمهيدي                 | فلسطين 0 – 0 قرغيزستان         | تعادل                          |
| 2013                           | الدور التمهيدي                 | فلسطين 1 – 0 باكستان           | فوز                            |
| 2016                           | الدور التمهيدي                 | فلسطين 2 – 0 أفغانستان         | فوز                            |
| 2016                           | الدور التمهيدي                 | فلسطين 0 – 1 السعودية          | خسارة                          |
| 2016                           | الدور التمهيدي                 | فلسطين 0 – 3 إيران             | خسارة                          |
| 2016                           | الدور التمهيدي                 | فلسطين 4 – 0 نيبال             | فوز                            |
| 2018                           | الدور التمهيدي                 | فلسطين 2 – 2 طاجيكستان         | تعادل                          |
| 2018                           | الدور التمهيدي                 | فلسطين 3 – 2 الأردن            | فوز                            |
| 2018                           | الدور التمهيدي                 | فلسطين 3 – 0 بنغلاديش          | فوز                            |
| 2018                           | مرحلة المجموعات                | فلسطين 0 – 1 اليابان           | خسارة                          |
| 2018                           | مرحلة المجموعات                | فلسطين 1 – 1 كوريا الشمالية    | تعادل                          |
| 2018                           | مرحلة المجموعات                | فلسطين 5 – 1 تايلاند           | فوز                            |
| 2018                           | ربع النهائي                    | فلسطين 2 – 3 قطر               | خسارة                          |

### دورة الألعاب الآسيوية
| سجل كرة القدم في دورة الألعاب الآسيوية | سجل كرة القدم في دورة الألعاب الآسيوية | سجل كرة القدم في دورة الألعاب الآسيوية | سجل كرة القدم في دورة الألعاب الآسيوية | سجل كرة القدم في دورة الألعاب الآسيوية | سجل كرة القدم في دورة الألعاب الآسيوية | سجل كرة القدم في دورة الألعاب الآسيوية | سجل كرة القدم في دورة الألعاب الآسيوية | سجل كرة القدم في دورة الألعاب الآسيوية |             |
| المستضيف / السنة                       | النتيجة                                | المركز                                 | لعب                                    | ف                                      | ت                                      | خ                                      | له                                     | عليه                                   |             |
| -------------------------------------- | -------------------------------------- | -------------------------------------- | -------------------------------------- | -------------------------------------- | -------------------------------------- | -------------------------------------- | -------------------------------------- | -------------------------------------- | ----------- |
| 2002                                   | الدور الأول                            | 21/24                                  | 3                                      | 0                                      | 0                                      | 3                                      | 0                                      | 9                                      |             |
| 2006                                   | الدور الأول                            | 22/28                                  | 3                                      | 0                                      | 0                                      | 3                                      | 0                                      | 6                                      |             |
| 2010                                   | الدور الأول                            | 20/24                                  | 3                                      | 0                                      | 1                                      | 2                                      | 0                                      | 6                                      |             |
| 2014                                   | دور الـ16                              | 14/29                                  | 4                                      | 2                                      | 0                                      | 2                                      | 5                                      | 7                                      |             |
| 2018                                   | سيحدد لاحقا                            | سيحدد لاحقا                            | سيحدد لاحقا                            | سيحدد لاحقا                            | سيحدد لاحقا                            | سيحدد لاحقا                            | سيحدد لاحقا                            | سيحدد لاحقا                            | سيحدد لاحقا |
| المجموع                                | دور الـ16                              | 4/4                                    | 13                                     | 2                                      | 1                                      | 10                                     | 5                                      | 28                                     |             |

| تاريخ دورة الألعاب الآسيوية | تاريخ دورة الألعاب الآسيوية | تاريخ دورة الألعاب الآسيوية | تاريخ دورة الألعاب الآسيوية |
| السنة                       | الجولة                      | النتيجة                     | الحصيلة                     |
| --------------------------- | --------------------------- | --------------------------- | --------------------------- |
| 2002                        | الدور الأول                 | فلسطين 0 – 2 اليابان        | خسارة                       |
| 2002                        | الدور الأول                 | فلسطين 0 – 2 أوزبكستان      | خسارة                       |
| 2002                        | الدور الأول                 | فلسطين 0 – 5 البحرين        | خسارة                       |
| 2006                        | الدور الأول                 | فلسطين 0 – 1 تايلاند        | خسارة                       |
| 2006                        | الدور الأول                 | فلسطين 0 – 2 الكويت         | خسارة                       |
| 2006                        | الدور الأول                 | فلسطين 0 – 3 قرغيزستان      | خسارة                       |
| 2010                        | الدور الأول                 | فلسطين 0 – 0 الأردن         | تعادل                       |
| 2010                        | الدور الأول                 | فلسطين 0 – 3 كوريا الشمالية | خسارة                       |
| 2010                        | الدور الأول                 | فلسطين 0 – 3 كوريا الجنوبية | خسارة                       |
| 2014                        | الدور الأول                 | فلسطين 2 – 0 عمان           | فوز                         |
| 2014                        | الدور الأول                 | فلسطين 2 – 1 طاجيكستان      | فوز                         |
| 2014                        | الدور الأول                 | فلسطين 1 – 2 سنغافورة       | خسارة                       |
| 2014                        | دور الـ16                   | فلسطين 0 – 4 اليابان        | خسارة                       |

### بطولة اتحاد غرب آسيا تحت 23 سنة
| سجل بطولة اتحاد غرب آسيا تحت 23 سنة | سجل بطولة اتحاد غرب آسيا تحت 23 سنة | سجل بطولة اتحاد غرب آسيا تحت 23 سنة | سجل بطولة اتحاد غرب آسيا تحت 23 سنة | سجل بطولة اتحاد غرب آسيا تحت 23 سنة | سجل بطولة اتحاد غرب آسيا تحت 23 سنة | سجل بطولة اتحاد غرب آسيا تحت 23 سنة | سجل بطولة اتحاد غرب آسيا تحت 23 سنة | سجل بطولة اتحاد غرب آسيا تحت 23 سنة |
| المستضيف / السنة                    | النتيجة                             | المركز                              | لعب                                 | ف                                   | ت                                   | خ                                   | له                                  | عليه                                |
| ----------------------------------- | ----------------------------------- | ----------------------------------- | ----------------------------------- | ----------------------------------- | ----------------------------------- | ----------------------------------- | ----------------------------------- | ----------------------------------- |
| 2015                                | مرحلة المجموعات                     | 7/10                                | 3                                   | 1                                   | 0                                   | 2                                   | 2                                   | 6                                   |
| المجموع                             | مرحلة المجموعات                     | 1/1                                 | 3                                   | 1                                   | 0                                   | 2                                   | 2                                   | 6                                   |

| تاريخ دورة الألعاب الآسيوية | تاريخ دورة الألعاب الآسيوية | تاريخ دورة الألعاب الآسيوية | تاريخ دورة الألعاب الآسيوية |
| السنة                       | الجولة                      | النتيجة                     | الحصيلة                     |
| --------------------------- | --------------------------- | --------------------------- | --------------------------- |
| 2015                        | مرحلة المجموعات             | فلسطين 0 – 3 قطر            | خسارة                       |
| 2015                        | مرحلة المجموعات             | فلسطين 1 – 3 اليمن          | خسارة                       |
| 2015                        | مرحلة المجموعات             | فلسطين 1 – 0 الأردن         | فوز                         |

### النتائج الأخيرة
| 19 يوليو 2017 تصفيات، المجموعة ر | طاجيكستان                              | 2–2   | فلسطين                                   | الخليل، فلسطين                                                             |
| 19:30                            | - تشاكالوف 33' - باباجانوف 75' (ركلة.) | تقرير | - فنون 18' (ركلة.) - جورابايف 51' (ه.ذ.) | الملعب: ملعب دورا الدولي الحضور: 700 الحكم: محمود سالم سعيد المارفي (عمان) |

| 21 يوليو 2017 تصفيات، المجموعة ر | فلسطين                                 | 3–2   | الأردن                   | الخليل، فلسطين                                                      |
| 19:30                            | - أبو حماد 38' - يوسف 66' - وريدات 76' | تقرير | - العرب 19' - الرازم 31' | الملعب: ملعب دورا الدولي الحضور: 700 الحكم: برانجال بانيرجي (الهند) |

| 23 يوليو 2017 تصفيات، المجموعة ر | فلسطين                    | 3–0   | بنغلاديش | الخليل، فلسطين                                                             |
| 19:30                            | - أبو وردة 8'، 36'، 90+1' | تقرير |          | الملعب: ملعب دورا الدولي الحضور: 500 الحكم: محمود سالم سعيد المجرفي (عمان) |

| 10 يناير 2018 مرحلة المجموعات | اليابان        | 1–0   | فلسطين | جيانغيين، الصين                                          |
| 19:30                         | - إيتاكورا 20' | تقرير |        | الملعب: ملعب جيانغيين الحضور: 360 الحكم: فو مينغ (الصين) |

| 13 يناير 2018 مرحلة المجموعات | فلسطين     | 1–1   | كوريا الشمالية    | جيانغيين، الصين                                               |
| 16:00                         | - دباغ 16' | تقرير | - باسم 74' (ه.ذ.) | الملعب: ملعب جيانغيين الحضور: 560 الحكم: بيتر غرين (أستراليا) |

| 16 يناير 2018 مرحلة المجموعات | تايلاند        | 1–5   | فلسطين                                                  | تشانغجو، الصين                                                                   |
| 16:00                         | - سامفاودي 44' | تقرير | - فنون 15' - دباغ 26' - يوسف 30' - درويش 32' - قنبر 88' | الملعب: مركز تشانغجو الرياضي الأولمبي الحضور: 120 الحكم: نواف شكر الله (البحرين) |

| 19 يناير 2018 ربع النهائي | قطر                                 | 3–2   | فلسطين                 | تشانغجو، الصين                                                                |
| 19:30                     | - المعز علي 32'، 34' - هاشم علي 53' | تقرير | - دباغ 60' - درويش 87' | الملعب: مركز تشانغجو الرياضي الأولمبي الحكم: هيتيكامكانامغي بيريرا (سريلانكا) |